# Microlicia semiriana
Microlicia semiriana är en tvåhjärtbladig växtart fick sitt nu gällande namn av F.Almeda och Angela Borges Martins. Microlicia semiriana ingår i släktet Microlicia och familjen Melastomataceae. Inga underarter finns listade i Catalogue of Life.